# Lakshmi Mittal
Lakshmi Narayan Mittal es un multimillonario industrial, nacido el 15 de junio de 1950, en el distrito de Churu de Rajasthán, en la India. Actualmente reside en las cercanías del palacio de Kensington en Londres, Reino Unido. Lakshmi Mittal fue el sexto hombre más rico del mundo según la lista de personas más acaudaladas que publica la revista Forbes (publicada el 2010), con una riqueza de aproximadamente 28.800 millones de dólares estadounidenses en ese momento.
Lakshmi Mittal es el presidente y consejero delegado de la Mittal Steel Company, la mayor productora de acero a nivel mundial. Actualmente, Mittal Steel Company tiene sucursales en 14 países, entre ellos Rumanía, Polonia, Sudáfrica, Indonesia, Bosnia-Herzegovina, Kazajistán, México, España, Venezuela y Estados Unidos. En 2004 fue elegido el Empresario Europeo del Año por la revista estadounidense Fortune. 
En 2002, el magnate estuvo implicado en un escándalo político, conocido en la prensa como Mittalgate junto con el primer ministro británico Tony Blair, ya que muchos consideraron que la donación económica (3,4 millones de dólares) que hizo al Partido Laborista llevó a Blair a intervenir, en forma de carta al primer ministro rumano, en la compra de una acerera rumana favoreciendo a Mittal. El escándalo se agravó cuando se descubrió que Mittal Steel no era tan británica como Blair defendía, ya que se encuentra registrada en un paraíso fiscal de las Antillas neerlandesas y solo 100 de sus 146.000 trabajadores están en Gran Bretaña.

## Vida personal
Nacido en 1950 en Sadulpur una aldea en la que no existía la electricidad, el padre de Lakshmi Mittal, Mohan Mittal, emigró con toda su familia a Calcuta donde abrió un pequeño taller metalúrgico. Lakshmi heredó el taller y empezó una expansión constante hasta lo que hoy día es Mittal Steel.
La empresa entonces llamada Ispat (acero en sánscrito), comenzó su expansión en 1976 cuando Lakshmi se enteró de las dificultades de una acería en Indonesia. El magnate adquirió la acería y la reconvirtió en la próspera Ispat Indo. Más tarde, compró una segunda acería, en quiebra por aquel entonces, en Trinidad y Tobago. El primer paso lo da en Asia Central y se hace con una siderúrgica privatizada por la antigua república soviética de Kazajistán, donde se convierte en el primer suministrador de acero del país.
Con las privatizaciones de los grandes emporios industriales de los países de la antigua Unión Soviética y el Bloque Socialista, Lakshmi Mittal adquiere empresas siderúrgicas en Polonia, República Checa, Rumanía, Bosnia y Macedonia del Norte, consiguiendo producir a muy bajo precio, gracias a los bajos costes laborales y a la creciente demanda de la emergente industria del automóvil.
Es la cuarta persona más rica del mundo (hasta junio de 2006 era el quinto más rico pero debido a la filantrópica donación de Warren Buffett del 85% de su fortuna a la fundación Bill-Melinda Gates saltó al cuarto puesto), con una fortuna estimada de 23.000 millones de dólares estadounidenses. Esto le hace el tercer hombre más rico del mundo fuera de los Estados Unidos, ya que el número 1 (Bill Gates) es ciudadano estadounidense y Carlos Slim Helú de México e Ingvar Kamprad ocupan el primer y segundo lugar fuera de Estados Unidos. 
Lakshmi Mittal está casado y es padre de dos hijos. El mayor de ellos, varón, llamado Aditya, tiene responsabilidades ejecutivas dentro de la empresa y está casado con Megha Mittal. En cuanto a su hija, Vanisha, el magnate pagó más de 65 millones de dólares para la celebración de su boda en 2004, conocida como la boda más cara de la historia. En la boda había incluso una actuación de la cantante Kylie Minogue, que llegó en avión privado desde Australia e interpretó tres canciones.
Lakshmi Mittal posee el 43,3% de Mittal Steel-Arcelor que maneja el 10% del comercio mundial del acero. Su residencia personal es la 2ª más cara del mundo. Se encuentra en Kensington, Inglaterra, y costó casi 130 millones de euros. Lakshmi compró la casa en el año 2003 al empresario de Fórmula 1, Bernie Ecclestone y está elaborada con el mismo mármol que el Taj Mahal de la India, por este motivo mucha gente la conoce como el "Taj Mittal".[cita requerida]

## Críticas, controversias y acusaciones

### Caso PHS
En 2002, Mittal contrató a una consultora propiedad de Marek Dochnal para "influir" en funcionarios polacos durante el proceso de privatización del grupo siderúrgico PHS, el más grande de Polonia en ese momento. Arcelor Mittal finalmente se quedó con el control del 70% de la producción de acero de Polonia. Meses después, en un asunto diferente, Marek Dochnal fue arrestado, acusado de haber sobornado a varios funcionarios polacos en favor de varios agentes rusos.
En 2007, el gobierno polaco expresó su intención de querer renegociar la cuantía de la venta de PHS a Mittal, completada en 2004.

### Trabajo esclavo y baja seguridad laboral
Los empleados de las empresas propiedad de Mittal lo han acusado en diversas ocasiones de emplearlos en condiciones de seguridad más que cuestionables. Incluso ha sido acusado de promover el trabajo esclavo tras la muerte de múltiples mineros. En diciembre de 2004, 23 obreros en Kazajistán murieron en varias explosiones dentro de varias minas debido a que los detectores de gas eran defectuosos.

### Mittalgate
En 2002, el parlamentario y miembro del Partido de Gales,  Adam Price, sacó a la luz una carta escrita por Tony Blair al gobierno de Rumanía en la que mostraba su apoyo a Arcelor Mittal, empresa que en ese momento era una de las aspirantes a la compra de la empresa siderúrgica estatal de Rumanía, inmersa en un proceso de privatización., La carta de Blair daba a entender que la venta de la siderúgica a Mittal allanaría la entrada de Rumanía en la Unión Europea, en la misma Blair también describía a Mittal como "un amigo".
Esta revelación desató la polémica, pues el año anterior, Mittal había dado al Partido Laborista del Reino Unido, el partido de Tony Blair, una donación de 125.000 libras esterlinas.  Aunque Blair se defendió alegando que solo había celebrado el éxito de una empresa británica, fue también duramente criticado, pues Mittal Steel Company es una empresa registrada en las Antillas Neerlandesas (paraíso fiscal) y de cuya fuerza laboral menos del 1% de los trabajadores son británicos.

### Queens Park Rangers
Durante los años 2006 y 2007, Mittal era uno de los principales aspirantes para comprar o vender clubes de la Premier League (Barclays Premiership por motivos de patrocinio) como el Wigan o el Everton. Sin embargo, el 20 de diciembre de 2007 la familia Mittal anunció que había comprado una participación equivalente al 20% del accionariado del Queens Park Rangers Football Club, uniéndose a los ya socios Flavio Briatore y Bernie Ecclestone, este último, amigo de Mittal. Como parte de la inversión, Amit Bhatia, yerno de Mittal, obtuvo un puesto en el consejo de administración La inversión realizada sugirió a numerosos analistas la posibilidad de que Mittal buscara unirse a las cada vez más numerosas filas de multimillonarios que compraban clubes del fútbol inglés, emulando a otras personalidades como Roman Abramovich (Chelsea).
El 19 de febrero de 2010, Briatore renunció a su puesto de presidente y vendió sus acciones a Ecclestone, quedando este como máximo accionista.

### Daños medioambientales
En 1998, Mittal compró una planta siderúrgica en Cork, Irlanda y desde el gobierno irlandés se le impuso el pago de una tarifa nominal de 1 millón de libras. Tres años más tarde, en 2001, Mittal cerró la fábrica, dejando a 400 personas en paro. Las actividades de la planta en los años que fue propiedad de Mittal fueron motivo de crítica por razones medioambientales. El gobierno interpuso una demanda ante el Tribunal Supremo para obligarle a pagar la limpieza del puerto de Cork, pero fue desestimada. Se calculaba que la limpieza costaría unos 70 millones de euros.

### Siderúrgica de Florange
En 2011, Arcelor Mittal anunció el cierre de una planta siderúrgica en Florange, en el noroeste de Francia, debido, según la empresa, a la fuerte caída de la demanda de acero en Europa.  La clausura de la fábrica con la consiguiente pérdida de empleos, más de 600, atrajo la atención mediática de la población francesa. Un grupo de varios centenares de los obreros que trabajaban en la planta se trasladaron a París e incluso intentaron acceder al despacho del entonces presidente Nicolás Sarkozy.  Los sindicatos llamaron a la huelga, al tiempo que otras industrias del metal protagonizaron varias huelgas solidarias.  Con el cambio de gobierno y la llegada al poder del socialdemócrata François Hollande, en diciembre de 2012 se alcanzó un acuerdo entre Francia y Mittal que evitaba el cierre de la planta y los despidos, aunque esta se mantendría parada.  Sin embargo meses después la compañía anunció su clausura definitiva. En septiembre de 2013, Hollande visitó Florange, donde fue abucheado por los trabajadores de la planta, cerrada desde hacía 5 meses.
El cierre de la planta de Florange alcanzó tal repercusión por ser visto como el vivo ejemplo de la desindustrialización de Francia y el fracaso de sus dirigentes por impedirlo. El pulso también simbolizó el choque entre el estatalismo social francés, el casi desaparecido y en otra época poderoso sindicalismo nacional y el proceso de globalización liberal.  La gestión del caso de la planta siderúrgica significó un fracaso para la socialdemocracia en el poder, alejando definitivamente de François Hollande a una parte importante del electorado izquierdista francés. Por su parte, Eduardo Martín, trabajador en la planta y líder del movimiento sindical que intentó impedir su cierre, definió a Mittal de la siguiente forma: 

Mittal es un tiburón con los dientes hasta aquí, un pachá arrogante que cree que los trabajadores somos súbditos y te hace un favor por pagarte el sueldo. Pero sobre todo es un peligro para la industria del acero europea (...) apenas invierte pero ha repartido 19.000 millones en dividendos, sus deudas las pagamos los obreros.